# Hora (Rožmitál na Šumavě)

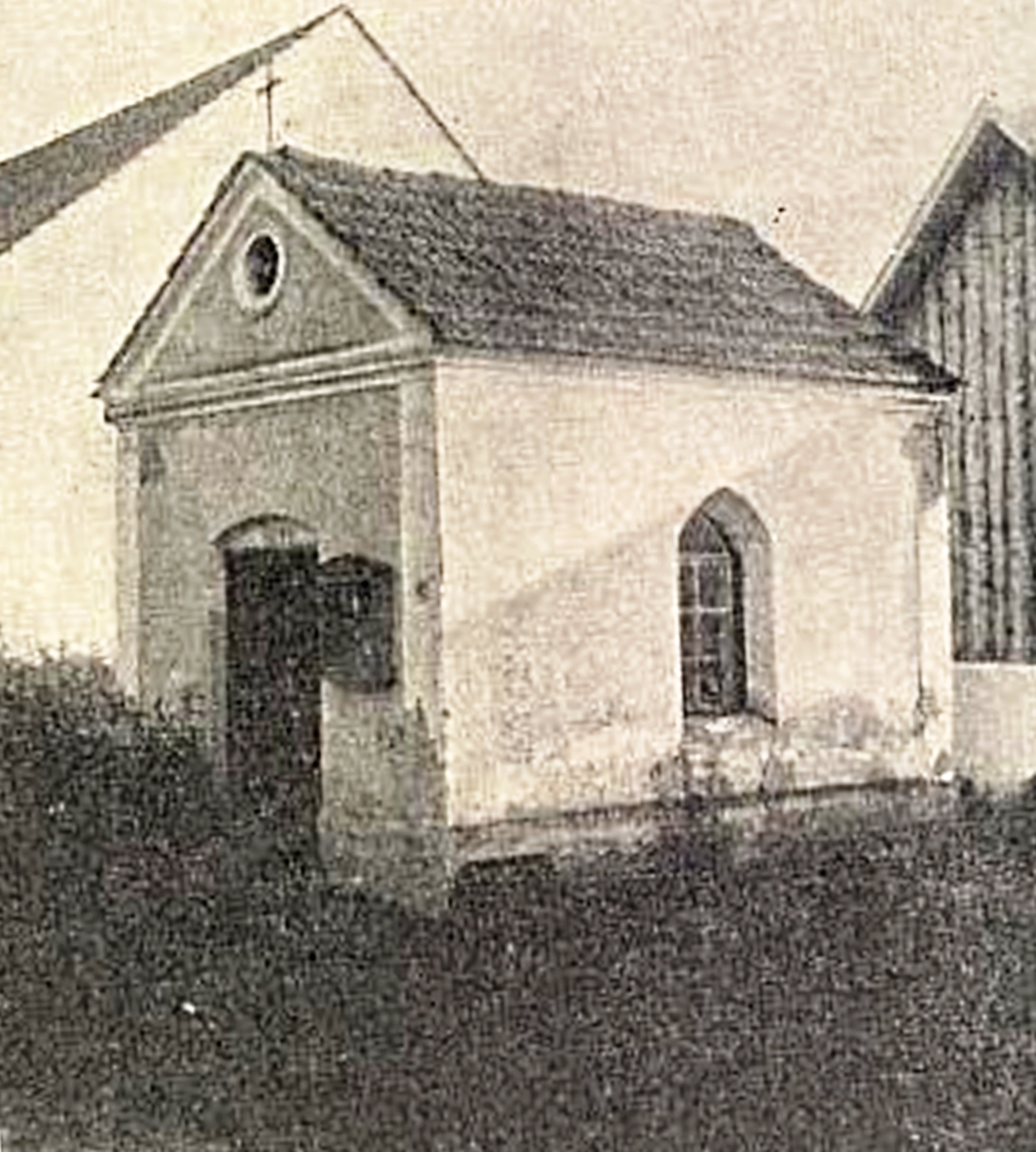
Kapelle im ehemaligen Dorf Hora

Hora (auch Horra, Harachy) ist ein untergegangenes Dorf in den Ausläufern des Böhmerwaldes in Südböhmen. Das Gebiet liegt an der Grenze zu Österreich und gehört zur Gemeinde Rožmitál na Šumavě.

## Geschichte
Die erste Nennung von Hora, das auch als Harachy bzw. Horachy bezeichnet wurde, erfolgte im Jahr 1272. Es gehörte damals zur Herrschaft Rosenberg und war als ein Lehen an die Vladiken von Hora/Harachy/Horachy vergeben. Deshalb wird es als Stammsitz des Adelsgeschlechts Harrach angesehen, das sich später in eine böhmische und eine österreichische Linie verzweigte. Vermutlich war es im Besitz des Benesch von Harachy (Beneš z Harachu/Horachu), der von 1259 bis 1261 als Burggraf auf der Burg Rosenberg belegt ist. 1272 bezeugte er zusammen mit seinen Brüdern Jan und Bohuslav eine Urkunde, mit der Heinrich und dessen Bruder Witiko VI. von Rosenberg dem Kloster Hohenfurt das Patronat über die Kirche von Raabs an der Thaya übertrugen. Für die Jahre 1291 bis 1325 sind drei weitere Brüder von Horach belegt
- Albert/Elblin[us], Burggraf (maršálek) von Rosenberg
- Budilaus/Budilov, der ab 1305 das Prädikat ze Slavkova benutzte und
- Jakob/Jakub, der vermutlich ohne Nachkommen verstarb.

Sie bestätigten neben weiteren Zeugen mit einer am 13. Mai 1306 in Krumau (Chrumpnaw) ausgestellten Urkunde, dass Heinrich I. von Rosenberg dem Stift Schlägl die Kirche von Friedberg übertragen und diese mit weiteren Schenkungen ausgestattet habe.
Während diese drei Brüder und ihre Nachkommen in Böhmen blieben, erwarben deren drei weitere Brüder Dietrich Benesch/Dětrich Beneš, Buzek und Bohuněk/Bohunek, die alle für das Jahr 1309 belegt sind, auch Besitzungen in Oberösterreich.
Nach dem Rosenberger Urbar gehörte Hora/Harachy mindestens bis 1541 den Harrachern, die damals ihren Sitz nach Nespoding (Mezipotočí) bei Gojau verlegten. Kirchlich gehörte Hora/Harachy zur Pfarrei Ottau. 1598 bestand es aus drei Bauerngehöften mit jeweils mehr als 20 Hektar, deren Besitzer Hans Woitsche, Lorenz Khönig und Jörg Watsche waren. Nach dem Theresianischen Kataster bestand es um Mitte des 18. Jahrhunderts aus acht Gehöften. Zwei davon waren Mühlen, und an Handwerkern ist ein Weber belegt. Bis zur Aufhebung der Patrimonialherrschaften 1848 gehörte Hora zur Herrschaft Rosenthal.
Ab 1850 bildete Horachy einen Ortsteil der Gemeinde Ziering (Čeřín) in der Bezirkshauptmannschaft Kaplitz. Seit 1877 wurde der Ort amtlich als Harachy und ab 1921 als Hora bezeichnet. 1930 bestand Hora aus 17 Häusern, in denen 93 Deutsche wohnten. Nach dem Münchner Abkommen 1938 wurde Hora dem neu errichteten Landkreis Kaplitz eingegliedert, der zum Reichsgau Oberdonau gehörte. Nach dem Zweiten Weltkrieg wurden die ausschließlich deutschen Bewohner 1946 vertrieben. Während der Zeit der kommunistischen Herrschaft gehörte Hora zum Grenzgebiet des sogenannten Eisernen Vorhangs. 1950 wurde Hora zusammen mit Čeřín nach Rožmitál na Šumavě eingemeindet. Zu dieser Zeit bestand das Dorf aus 16 unbewohnten Häusern, die nachfolgend zerstört bzw. dem Verfall preisgegeben wurden.